# Cartouche en papier

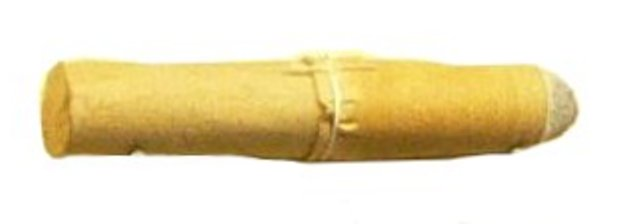
Cartouche en papier pour Chassepot (1866).

Une cartouche en papier est un type de munition pour des armes de petit calibre utilisées avant l'arrivée des cartouches métalliques. Ces cartouches se composaient d'un cylindre de papier, ou d'un cône, contenant la balle, la poudre, et, dans certains cas, une amorce ou un agent lubrifiant. Les cartouches combustibles sont des cartouches en papier traité au nitrate de potassium, puis par l'acide nitrique, pour rendre le papier très inflammable,.

## Sources
- (en) Cet article est partiellement ou en totalité issu de l’article de Wikipédia en anglais intitulé « Paper cartridge » (voir la liste des auteurs).